# Retorno social de la inversión
El retorno social de la inversión (RSI o SROI, por sus siglas en inglés) es un método para medir el valor extra-financiero (como el valor ambiental o social que actualmente no se refleja en las cuentas financieras convencionales). Puede ser utilizado por cualquier entidad para evaluar el impacto en las grupos de interés, identificar formas de mejorar el rendimiento y mejorar el rendimiento de las inversiones.
El método SROI considera las opiniones de las partes interesadas sobre el impacto, y asigna valores financieros a todos aquellos impactos identificados por las partes interesadas que típicamente no tienen valores de mercado. El objetivo es incluir los valores de las personas que a menudo son excluidas de los mercados en los términos que se usan en los mercados, es decir, el dinero. Así se obtiene un nuevo dato para la toma de decisiones de asignación de recursos.
El interés en el RSI ha sido impulsado por el creciente reconocimiento de la importancia de las métricas para gestionar los impactos que no se incluyen en las cuentas de pérdidas y ganancias tradicionales, y la necesidad de que estas métricas se centren en los resultados. Si bien el SROI se basa en la lógica del análisis del costo-beneficio, se diferencia en que está diseñado explícitamente para la toma de decisiones prácticas teniendo en cuenta los impactos sociales y ambientales. En cambio, el análisis del costo-beneficio es una técnica arraigada en la ciencia social que es utilizada con mayor frecuencia por los inversores externos a una organización para determinar si su inversión o donación es económicamente eficiente, aunque la eficiencia económica también debería abarcar consideraciones sociales y ambientales.
La metodología para calcular el retorno social de la inversión en el contexto de la empresa social fue documentada por primera vez en 2000 por REDF (anteriormente el Fondo de Desarrollo de Empresas Roberts), un fondo filantrópico con sede en San Francisco que otorga subvenciones a largo plazo a organizaciones que dirigen empresas con fines sociales. Luego, en 2008, se formó una red para facilitar la evolución continua del método. En la actualidad, alrededor de 2000 miembros de todo el mundo son parte de esta red llamada Social Value International. 
Los desarrollos en el Reino Unido llevaron a un acuerdo entre Social Value International y Social Value UK sobre principios básicos del SROI, los cuales son los siguientes: 
– Involucrar a las partes interesadas.
- Comprender lo que cambia.
- Valorar las cosas que importan.
- Incluir solo lo que es material.
- No exagerar.
- Ser transparente.
- Verificar el resultado.
Estos siete principios fueron renombrados como "Principios de Valor Social" por Social Value International en 2017. 
El SROI es una disciplina de gestión emergente: un conjunto de habilidades para la medición y comunicación de valor no financiero.

Etapas de la metodología SROI
Existen muchas metodologías para el cálculo del SROI. En este caso, las etapas necesarias según The Social Consulting Agency son las siguientes: 
1. Establecer el alcance e identificar los grupos de interés
2. Mapear los resultados
3. Evidenciar los resultados y darles un valor
4. Establecer impacto
5. Cálculo de SROI
6. Creación de informes